# Consejo Cultural Mundial
Consejo Cultural Mundial (dt.: Weltkulturrat; engl.: World Cultural Council) ist eine 1982 in Mexiko gegründete weltweite Vereinigung zum Zwecke der Förderung humanistischer und kultureller Wissenschaften. Die weltweiten Mitglieder des Komitees kommen aus den verschiedenen wissenschaftlichen Bereichen.
Zu den Gründungsmitgliedern zählten der Mexikaner José Rafael Estrada, die US-Amerikaner Norman Borlaug, Christian B. Anfinsen und Paul R. Ehrlich, der Argentinier Eduardo de Robertis, die Briten Harold G. Callan und Gerald Durrell, der Franzose Jacques E. Dubois, der Schweizer Werner Arber, der Däne Aage N. Bohr, der Philippine Francisco J. Dy, der Australier John Carew Eccles, der Deutsche Manfred Eigen, der Marokkaner Mohammed El Fasi, der Südafrikaner Phillip V. Tobias sowie Charles Tanford.

## Preise des Consejo Cultural Mundial
- Premio Mundial de Educación “José Vasconcelos” (José Vasconcelos-Weltpreis für Erziehung)
- Albert Einstein World Award of Science, Premio Mundial de Ciencias “Albert Einstein” (Albert Einstein-Weltpreis für Wissenschaften)
- Premio a la Excelencia "Leonardo da Vinci"
- Premio "Robert A. Welch" (Robert A. Welch-Preis)